# شهرستان میدلسکس، انتاریو
شهرستان میدلسکس (به انگلیسی: Middlesex County) یک شهرستان و شهرداری upper-tier در کانادا است که در انتاریو واقع شده‌است.

## خصوصیات
شهرستان میدلسکس ۷۰٬۷۹۶ نفر جمعیت دارد.

## نگارخانه

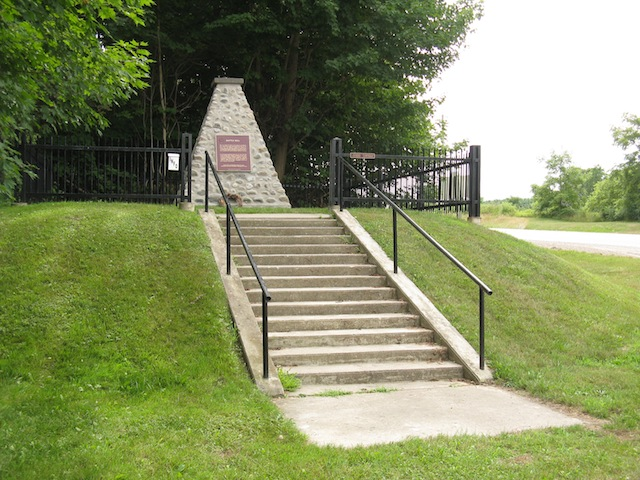
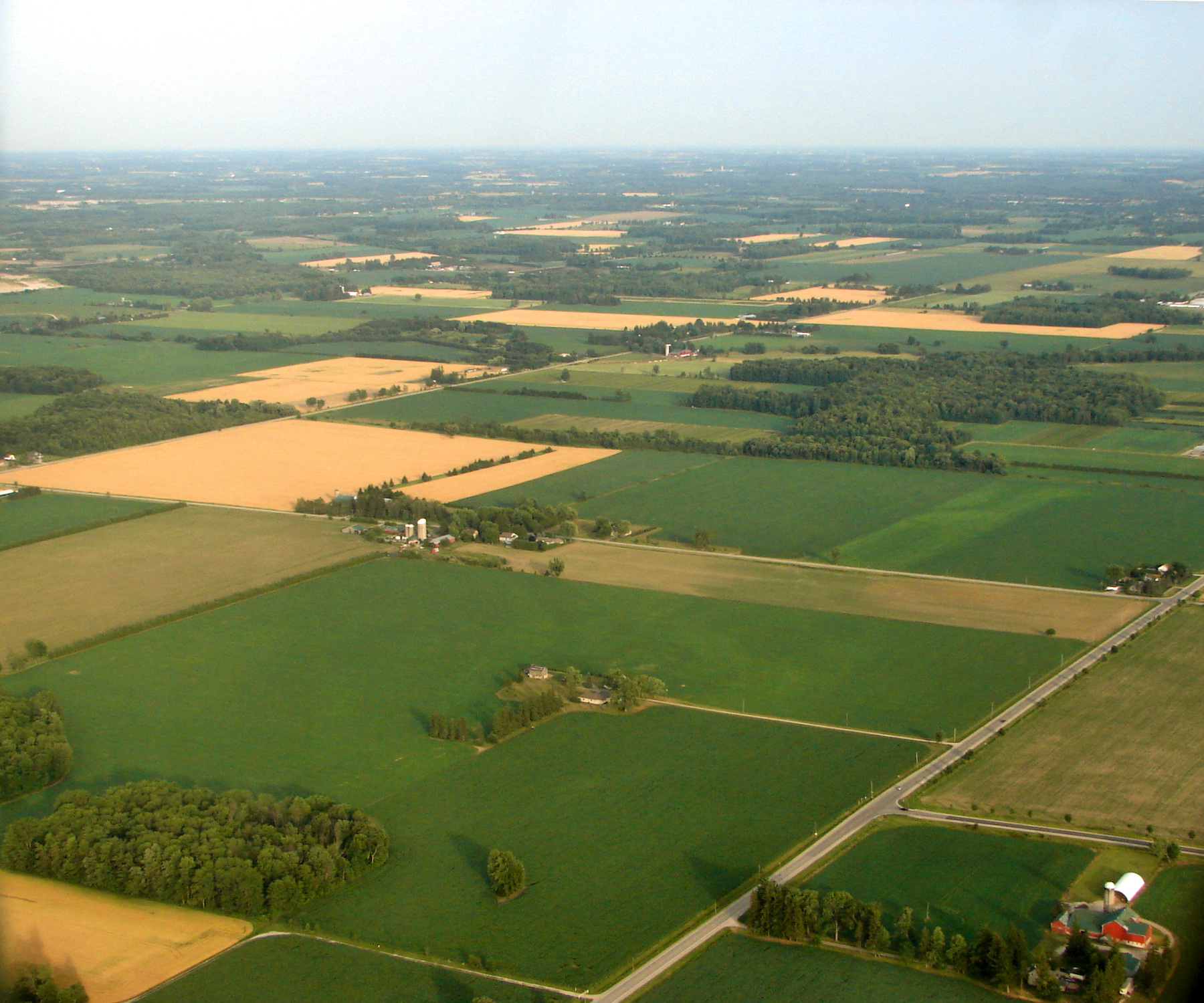
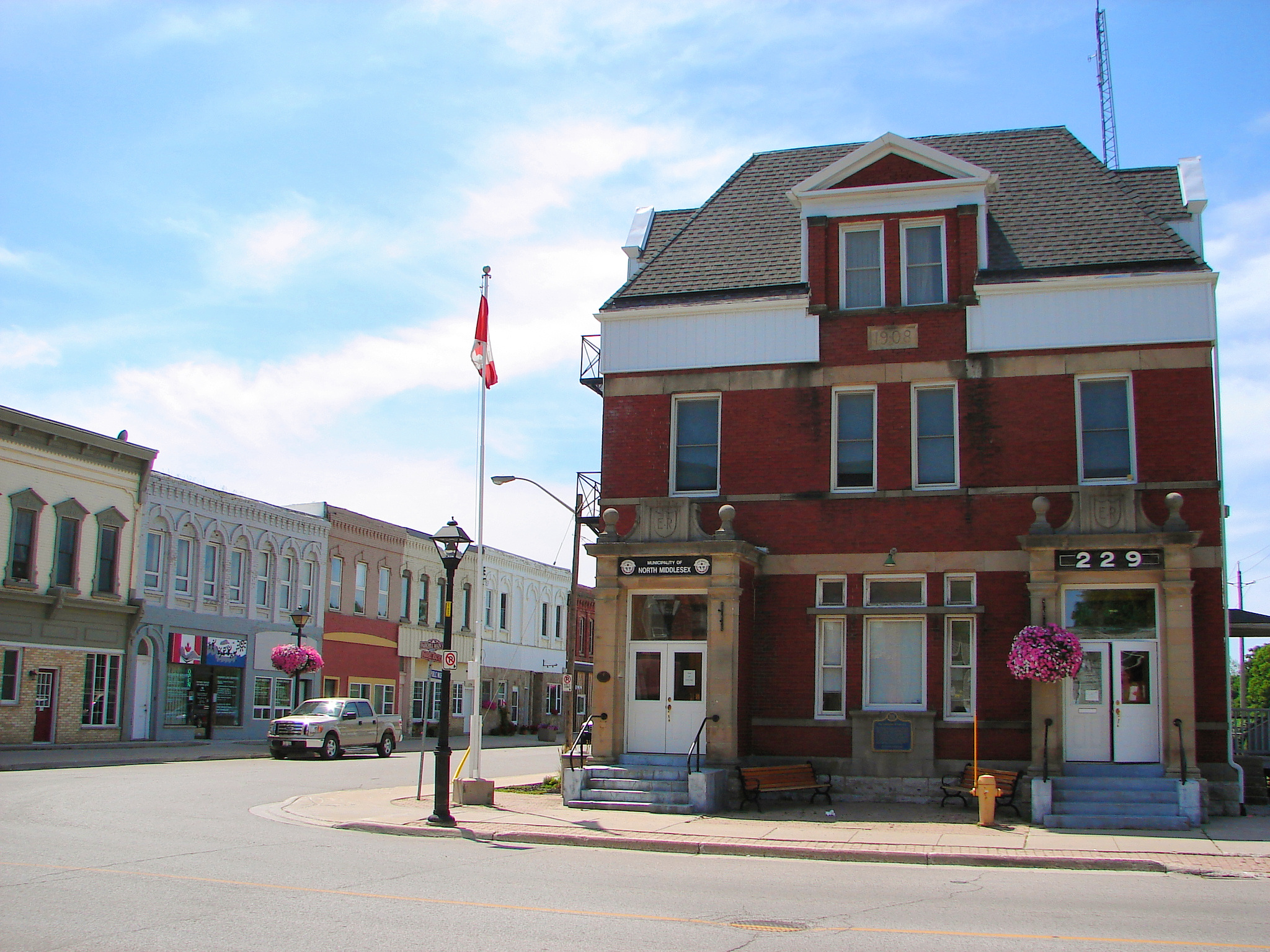
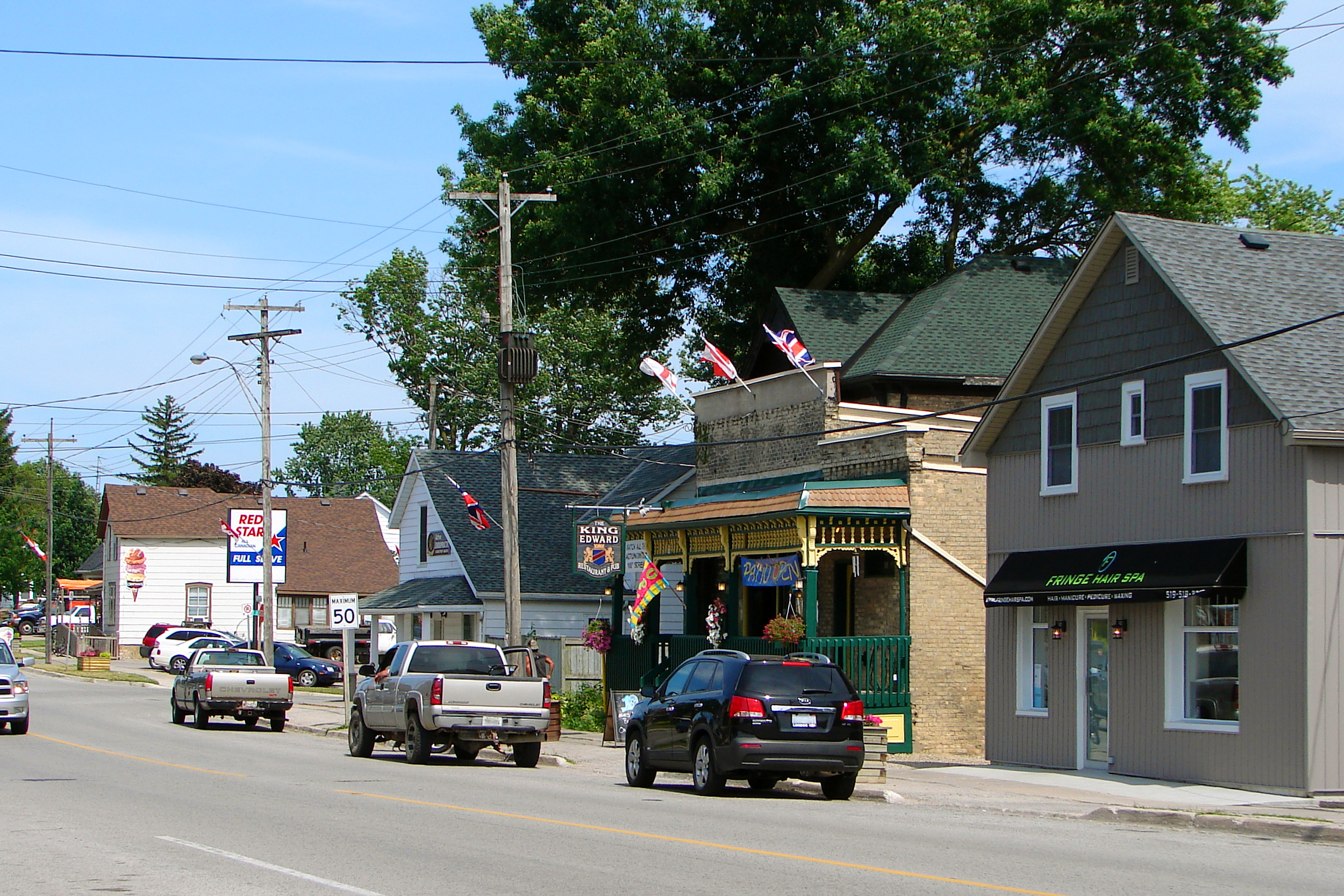